# Nicola Adamo
Nicola Adamo (Cosenza, 31 luglio 1957) è un politico italiano.

## Biografia
Maturità scientifica, impiegato, già esponente del Partito Comunista Italiano, promosse il movimento di lotta per il lavoro e organizzò le leghe dei disoccupati. Fu segretario regionale della FGCI e della federazione provinciale del PCI di Cosenza.
Ha all'attivo anche esperienze giornalistiche, come redattore del settimanale La città futura.
Nella quinta legislatura regionale, con la Giunta Rhodio, è stato assessore al Personale ed alla Trasparenza. Successivamente, fino all'aprile del 1999, è stato presidente del gruppo PDS. Assessore ai Lavori Pubblici nella Giunta Meduri, nel 2001 è stato anche consigliere comunale di Cosenza. Capogruppo consiliare in Consiglio regionale, viene eletto segretario regionale dei DS.
In seguito alle elezioni regionali del 2005, è stato eletto consigliere regionale tra le file dei DS e nominato Vicepresidente della Regione, guidata da Agazio Loiero, con delega al Bilancio.
Nel 2006 viene eletto deputato alla Camera, candidandosi all'ottavo posto della lista bloccata dell'Ulivo in Calabria. Viene eletto membro della Commissione Attività Produttive, Commercio e Turismo. il 28 giugno però, lascia il posto alla Camera per mantenere la carica al consiglio regionale calabrese.
A seguito della nascita della Giunta Loiero-bis (a settembre 2006), gli viene assegnata una delega diversa, relativa alla costruzione della nuova Regione ed al marketing regionale. È uno dei protagonisti della "crisi" aperta dall'Ulivo alla Regione Calabria in merito alla gestione dei fondi strutturali che l'Unione europea assegna agli enti locali per il periodo 2007-2013: il 28 novembre, si dimette, insieme alla sua collega di partito Doris Lo Moro e all'esponente della Margherita Demetrio Naccari Carlizzi ma, a distanza di circa un mese, con la nascita del Loiero-ter, rientra in Giunta nelle medesime mansioni precedenti.
Nel 2007 si è candidato ed è stato eletto alle primarie del Partito Democratico in una lista cosentina che sostiene Walter Veltroni. Nel 2009 è stato coordinatore regionale della mozione che appoggiava Dario Franceschini a segretario nazionale del PD. Nel 2010 viene rieletto consigliere regionale per la quarta legislatura consecutiva ma, in dissenso con la gestione del partito, in Consiglio regionale si iscrive al Gruppo misto e viene sospeso dal partito per due anni dal settembre 2010 al settembre 2012 dall'allora commissario regionale del PD della Calabria Adriano Musi.

## Controversie giudiziarie

### Inchiesta Why Not
A settembre 2006 Adamo riceve un avviso di garanzia nell'ambito dell'Inchiesta Why Not da parte della Procura della Repubblica di Catanzaro, di cui egli stesso dà notizia. Si ipotizzano a suo carico i reati di truffa, abuso d'ufficio e associazione a delinquere per ipotetici finanziamenti "pilotati" che hanno interessato aziende amministrate dalla moglie, Enza Bruno Bossio, anch'essa raggiunta da avviso di garanzia. Il provvedimento giunge poche settimane dopo un precedente atto della Magistratura nei confronti del capogruppo dei DS in Consiglio regionale, (Franco Pacenza). Nell'aprile 2010 la sentenza del processo Whynot assolve la moglie Enza Bruno Bossio (assolta successivamente anche in appello), facendo cadere ogni ipotesi di commistione pubblico/privato suggestionata dal pm De Magistris, Adamo nell'ambito dell'Inchiesta Why Not inizialmente viene prosciolto dall'accusa di Associazione per delinquere dal Giudice dell'udienza preliminare del Tribunale di Catanzaro ma i Sostituti Procuratori generali di Catanzaro impugnano la sentenza dinanzi alla Corte di cassazione che annulla la sentenza di proscioglimento con rinvio e nell'aprile 2012 il Gup di Catanzaro rinvia a giudizio Adamo con l'accusa di Associazione per delinquere, sempre nell'inchiesta Why Not. Il 30 settembre 2015 lo stesso PM che aveva impugnato la sentenza chiede per Nicola Adamo e altri due l'assoluzione per non aver commesso il fatto.. Il 13 gennaio 2016 il Tribunale di Catanzaro assolve l'on. Adamo, dall'accusa di associazione a delinquere nell'ambito dell'inchiesta Why not, per non avere commesso il fatto. Adamo era stato rinviato a giudizio nel marzo 2010 con l'accusa della commissione di un altro reato (corruzione elettorale) ma il 31 luglio 2012 il tribunale di Catanzaro al termine del giudizio ordinario di primo grado assolve il politico cosentino. Il 21 febbraio 2014 la Corte d'appello di Catanzaro conferma l'assoluzione.

### Inchiesta Eolo
Il 25 ottobre 2012 viene notificato a Nicola Adamo l'avviso di conclusione indagini con le accuse di associazione a delinquere, corruzione, Abuso d'ufficio e minaccia. Il gruppo Erg sarebbe stato disposto a versare una tangente di quasi 2 milioni e mezzo di euro per ottenere l'autorizzazione a realizzare l’impianto eolico “Pitagora” a Isola Capo Rizzuto. L'indagine, avviata nel 2007 dalla Procura di Paola, passata successivamente alla procura di Cosenza, approda alla procura di Catanzaro dove rimane in sonno fino al 2012. In seguito alla notizia di conclusione delle indagine convoca una conferenza stampa nel corso della quale afferma: “Sono anni che si va avanti con questa storia. Per l'opinione pubblica sono stato prima indagato, poi imputato, poi dovevo essere arrestato da un momento all'altro. Oggi che le indagini sono chiuse finalmente potrò difendermi da una accusa che ritengo infondata. Posso dimostrare che i coimputati da me hanno ottenuto semmai svantaggi e non vantaggi. Sono una persona onesta e se qualcuno pensa di farmi fuori politicamente con questi metodi si sbaglia di grosso perché ho la pelle dura e voglio continuare a fare politica”.

### Inchiesta "Erga Omnes", conosciuta come "Rimborsopoli"
Complessivamente sono 27 gli indagati destinatari di provvedimenti di sequestro di beni per un ammontare complessivo di 2,5 milioni di euro. I reati contestati sono di peculato e falso. Divieto di dimora per gli ex consiglieri Nicola Adamo (ex consigliere ed ex capogruppo del Pd), Alfonso Dattolo (ex assessore all'Urbanistica, Udc), Giovanni Nucera (Pdl) e Pasquale Tripodi (ex Udc, adesso Centro democratico). In particolare, le indagini, effettuate anche a mezzo intercettazioni telefoniche e accertamenti bancari, hanno consentito di individuare diverse discrasie tra le movimentazioni ed i saldi in conto corrente dei Gruppi Consiliari Regionali degli anni 2010/2011/2012 e quanto documentato mediante le presentazioni del rendiconto” annuale”, celando il corretto impiego istituzionale per cui i fondi pubblici erano stati destinati.
I giudici della Suprema Corte di Cassazione successivamente annullano senza rinvio il divieto di dimora disposto dal GIP Olga Tarsia per il politico cosentino..

### Inchiesta "Lande desolate"
Il 7 maggio 2019 la procura di Catanzaro, per l'inchiesta sugli appalti riguardanti la costruzione della metropolitana leggera destinata a collegare Cosenza, Rende e l'Università della Calabria oltre al nuovo ospedale di Cosenza, chiede l'arresto del presidente Mario Oliverio, dell'ex vicepresidente Nicola Adamo, del dirigente regionale Luigi Zinno, del responsabile della Ferrovie della Calabria Giuseppe Lo Feudo e degli imprenditori Pietro Ventura e Rocco Borgia ma il gip respinge la richiesta. A Oliverio, Adamo e Luigi Incarnato, ex assessore regionale ai Lavori Pubblici, viene inoltre contestato di aver indotto numerosi consiglieri comunali di Cosenza a rassegnare le dimissioni, nel febbraio del 2016, per provocare la decadenza del sindaco Mario Occhiuto che sarebbe stato poi rieletto. Per questo procedimento il GIP riduce la portata della accuse contenute nell'avviso di conclusione delle indagini. In relazione a questa indagine ad ottobre la procura di Catanzaro chiede il rinvio a giudizio per Adamo e gli altri indagati.. Il 3 giugno 2019 lo stesso Adamo aveva annunciato di aver presentato un esposto al CSM, alla Procura Generale presso la Corte di Cassazione e alla Procura Generale presso la competente Corte d'Appello contro il Procuratore Gratteri per l'evidente dipendenza delle sue inchieste da alcuni articoli della stampa locale e a tutela dei propri diritti di indagato..
Il 4 gennaio 2021 il gup di Catanzaro Giulio De Gregorio, nell'ambito del processo con rito abbreviato "Lande desolate" assolve l'ex Presidente Mario Oliverio e proscioglie "perché il fatto non sussiste" l'ex vicepresidente della Giunta regionale Nicola Adamo.

### Traffico di influenze
Il 19 dicembre 2019, nell'ambito della maxi operazione antimafia dei Ros “Rinascita-Scott”, viene disposto il divieto di dimora in Calabria per Nicola Adamo, accusato di un presunto traffico di influenze. La misura cautelare è stata revocata qualche giorno dopo dallo stesso GIP.

### Inchiesta “Glicine”
Nel giugno del 2023 viene indagato nell’ambito dell’indagine Glicine insieme ad altri politici calabresi del come Mario Oliverio, imprenditori e pubblici funzionari, accusati di associazione a delinquere di stampo mafioso, corruzione e voto di scambio.

## Vita privata
Nel 1989 sposa Enza Bruno Bossio, parlamentare del PD nelle XVII e XVIII legislature. Due i figli.
Il 30 dicembre 2004, quando era segretario regionale dei Democratici di Sinistra, ha da Eva Catizone, sindaco di Cosenza, un figlio, Filippo Eugenio (che porta il cognome della madre ed in seguito anche il cognome Adamo). La notizia ebbe vasta risonanza e fece scalpore.